# Alieto Guadagni
Alieto Aldo Guadagni (Buenos Aires, 27 de febrero de 1932) es un contador público, economista y político argentino. Ocupó diversos cargos públicos en gobiernos de facto y democráticos, siendo dos veces ministro en la provincia de Buenos Aires, dos veces titular de la Secretaría de Energía de la Nación, Secretario de Relaciones Económicas Internacionales, Secretario de Industria, embajador en Brasil, representante del Cono Sur en el Banco Mundial, entre otros.

## Biografía

### Primeros años y estudios
Nacido en 1932, estudió en la Universidad de Buenos Aires graduándose de contador público en 1957. Realizó un magíster en economía en la Universidad de Chile en 1961 y un doctorado en economía (1968), y otro en filosofía (1969), en la Universidad de California en Berkeley. Fue fellow en la Universidad de Chicago, la Universidad de Yale y el Instituto Tecnológico de Massachusetts.

### Carrera
Mientras estudiaba trabajó en Agua y Energía Eléctrica como personal de maestranza. Luego de graduarse, fue contador en la empresa de alimentos Sasetru, presidida por Jorge Salimei. En 1964 se incorporó al Instituto Di Tella como investigador.
En política, se inició en la Democracia Cristiana, siendo uno de sus fundadores en 1954, y posteriormente adhirió al peronismo.
Su carrera pública inició bajo la presidencia de facto de Juan Carlos Onganía en 1966, cuando se incorpora al Ministerio de Economía (encabezado por su exjefe en Sasetru, Jorge Salimei) como interventor del Consejo Federal de Inversiones. Al año siguiente se convierte en síndico titular de la empresa estatal Servicios Eléctricos del Gran Buenos Aires (SEGBA). También fue interventor del Consejo de Seguridad Social.
En la provincia de Buenos Aires, entre 1968 y 1970 fue Ministro de Economía en las gobernaciones de facto de Francisco A. Imaz y Saturnino Llorente. Entre julio de 1970 y marzo de 1971, bajo el gobierno de facto de Roberto Marcelo Levingston, fue Secretario de Recursos Hídricos del Ministerio de Obras y Servicios Públicos de la Nación. En 1975 fue director y vicepresidente de la Corporación de Empresas Nacionales, hasta el golpe de Estado de 1976.
En 1976 fundó la financiera Macro junto a Mario Brodersohn y José María Dagnino Pastore, que en 1985 se convertiría en el Banco Macro. También integró la consultora Econométrica S.A.
Bajo la presidencia de facto de Reynaldo Bignone fue Secretario de Energía de la Nación de 1982 a 1983. En el cargo, renegoció áreas de explotación de la estatal Yacimientos Petrolíferos Fiscales (YPF) entregadas por la dictadura militar entre 1977 y 1979 a empresas privadas y, según el Observatorio de la Energía, Tecnología e
Infraestructura para el Desarrollo, vendió petróleo a las empresas Esso y Shell muy por debajo del precio internacional, causando pérdidas de 1.100 millones de dólares para la petrolera estatal.
Entre 1987 y 1991 fue Ministro de Obras y Servicios Públicos de la provincia de Buenos Aires durante la gobernación de Antonio Cafiero. En 1993 fue investigado por supuestas irregularidades en la concesión de obras de saneamiento del río Matanza-Riachuelo a un consorcio italiano mientras era Ministro de Obras Públicas bonaerense. Fue sobreseído por el juez Norberto Oyarbide.
En 1991 fue brevemente subsecretario de Producción para la Defensa en el Ministerio de Defensa y desde ese año hasta 1993 fue secretario de Relaciones Económicas Internacionales del Ministerio de Relaciones Exteriores, Comercio Internacional y Culto. En 1993 el presidente Carlos Menem lo nombró embajador en Brasil, desempeñándose en el cargo hasta 1996. Luego fue brevemente Secretario General de la Gobernación de la provincia de Buenos Aires.

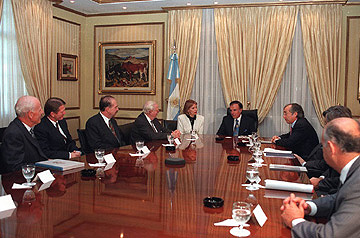
Guadagni (cuarto desde la izquierda) reunido con el presidente Carlos Menem y el titular del grupo Investor AB en 1996.

A finales de julio de 1996 fue designado Secretario de Industria, Comercio y Minería del Ministerio de Economía y Obras Públicas, ocupando el cargo hasta diciembre de 1999 bajo el ministro Roque Benjamín Fernández. En marzo de 1999 se dio a conocer que había nombrado a tres de sus hijos y a su yerno como asesores con elevados sueldos.
En febrero de 2002 el presidente Eduardo Duhalde lo designó Secretario de Energía y Minería de la Nación. Bajo su gestión, se creó un Registro de Contratos de Operaciones de Exportación para las operaciones de exportación de gasoil, otros hidrocarburos y sus derivados. También se declaró en emergencia el abastecimiento de hidrocarburos en el territorio argentino, con el fin de asegurar el abastecimiento en el mercado interno. Se intentó limitar la exportación de hidrocarburos y, según el Observatorio de la Energía, Tecnología e Infraestructura para el Desarrollo, las resoluciones instrumentadas fueron derogadas al poco tiempo por presión de las petroleras. Ocurrió lo mismo con las retenciones aplicadas a los hidrocarburos, que tenían como fin aumentar la recaudación tributaria.
El 23 de abril de 2002 estuvo cerca de suceder a Jorge Remes Lenicov al frente del Ministerio de Economía de la Nación, a pedido de Duhalde. Ya comenzaba a armar su equipo y sus primeras medidas a tomar cuando es convocado a la Quinta de Olivos para reunirse con Duhalde y gobernadores, legisladores y sindicalistas peronistas. Allí Guadagni pidió por la ley para el Corralón para contener el precio del dólar. La oposición de los dirigentes peronistas hizo que rápidamente declinara el cargo. Días más tarde y con una sucesión de posibles candidatos, Remes Lenicov fue reemplazado por Roberto Lavagna.
Dejó la Secretaría de Energía en agosto de 2002, siendo desde noviembre del mismo año representante del Cono Sur en el directorio del Banco Mundial, ocupando el cargo durante cuatro años.
En las elecciones provinciales de Buenos Aires de 2007 fue candidato a gobernador por el Frente Justicia, Unión y Libertad (liderado por Alberto Rodríguez Saá), siendo acompañado en la fórmula por Teresa González Fernández como candidata a vicegobernadora. La fórmula quedó en el sexto lugar con el 2,47% de los votos.
En 2016 Juan José Aranguren lo designó miembro del Consejo Consultivo de Políticas Energéticas del entonces Ministerio de Energía y Minería, junto a otros exsecretarios de Energía.
Además de desempeñarse como investigador en la Universidad Torcuato Di Tella, ha sido consultor en organismos internacionales como el Banco Interamericano de Desarrollo (BID), el Banco Mundial, la Organización de Estados Americanos y la Organización de las Naciones Unidas. A lo largo de su carrera, fue profesor en universidades argentinas y en otros países latinoamericanos a través de programas del BID, como así también en la Universidad de Bolonia. Es colaborador del Diario Clarín y del Diario La Nación.
Es miembro de número de la Academia Nacional de Educación. En la Universidad de Belgrano es director del Centro de Estudios de la Educación Argentina.

## Obra[28]
- Energía para el crecimiento (1985)
- China después de Mao. Socialismo y Mercado (1987)
- La nueva frontera petrolera (1990)
- Buenos Aires: hay un futuro (1990)
- Argentina e o regionalismo aberto (1995)
- Para gobernar Buenos Aires (1999)
- Crecimiento económico y exclusión social: los años 90 en Argentina (2000)
- En busca de la escuela perdida (2002)
- Contradicciones de la globalización (2004)
- Los próximos 25 años: Una visión de Argentina y el Mundo (2007)
- Braden o Perón (2008)
- El cambio Climático - Un desafío mundial, junto con Miguel Cuervo (2017)[30]
- Panorama de la Educación Argentina, junto con Gisela Lima y Francisco Boero (2019)[30]